# Morisia monanthos
Morisia monanthos är en korsblommig växtart som först beskrevs av Domenico Viviani, och fick sitt nu gällande namn av Paul Friedrich August Ascherson. Morisia monanthos ingår i släktet Morisia och familjen korsblommiga växter. Inga underarter finns listade i Catalogue of Life.
Blomman är gul.